# Polyptychus thihongae
Polyptychus thihongae là một loài bướm đêm thuộc họ Sphingidae. Nó được tìm thấy ở Gabon và Cộng hòa Trung Phi.